# Puskely Mária
Puskely Mária, Kordia nővér  (Budapest, 1933. november 16. – Budapest, 2022. február 26.) SSND szerzetestanár, apáca, egyházi író.

## Életútja
A budapesti Patrona Hungariae Leánygimnáziumban érettségizett. 1952-től a moszkvai Lenin Intézet hallgatója, itt 1956-ban szerzett orosz nyelv és irodalom szakos oklevelet. 1955-től az Eötvös Loránd Tudományegyetem hallgatója, 1959-ben magyar-orosz-latin szakos tanári képesítést szerzett. 1957-től a Miasszonyunkról nevezett Szegény Iskolanővérek, mai nevén Boldogasszony Iskolanővérek kongregációjának tagja. A debreceni Svetits Katolikus Gimnáziumban már novíciaként kezdett tanítani, ahol nyolc évet töltött (1959–1969).
1969-ben hosszabb időre külföldre távozott. 1969-ben egy évig Franciaországban élt, majd a Távol-Keleten folytatott missziós tanfolyamokat (Tajvanon és Makaón). 1970-től Rómában élt. 1971–1982 között a Vatikáni Rádió Magyar Osztályának szerkesztő munkatársa volt. 1975-től a Teresianum Pápai Teológiai Egyetem hallgatója. Itt, Rómában jelent meg első könyve. 1973. december 8-án tett örökfogadalmat Rómában. Ugyanitt filmesztétikát is tanult.
1983-tól Ausztriában élt. Kiadói szerkesztőként dolgozott Kismartonban, Linzben és Bécsben. Kismartonban két évig kutatta a Batthyány család történetét.
1990 októberében tért vissza Magyarországra. Egy volt egyetemi tanára, Szepessy Tibor hívására került a Pázmány Péter Katolikus Egyetem Medievisztika Tanszékére, Piliscsabára, ahol latin patrisztikát tanított. Közben egyetemi előadó az ELTE Történeti Segédtudomány Tanszékén és Szegeden. 1999-ben doktorált a Debreceni Egyetem klasszika-filológia tanszékén ókortudományból. 2000-től előadó a Sapientia Szerzetesi Hittudományi Főiskolán, majd a Gál Ferenc Hittudományi Főiskolán.
A Magyar Katolikus Újságírók Szövetségének tagja volt, illetve alapító tagja a Magyar Patrisztika Társaságnak. Tiszteletbeli elnöke a Batthyány Társaságnak. A Batthyány-Strattmann László életére vonatkozó történeti dokumentumok, emlékek kutatója. A félig magyar származású Stephan László kismartoni püspök bízta meg, hogy a boldoggá avatási eljárás részeként készítse el az úgynevezett dokumentált életrajzot, vagyis gyűjtse össze a levéltárakból és a családtagok, élő tanúk visszaemlékezéseiből azokat az adatokat, melyek az életszentséggel kapcsolatosak. Nyisd fel szemedet és láss című, 48 oldalas népszerűsítő életrajzi művét a Szent István Társulat adta ki. A 2003-ban megjelent Boldog Batthyány-Strattmann László című műve bővebb életrajz, melyben a szerző – a 2003. március 23-án II. János Pál pápa által Rómában boldoggá avatott – „szegények orvosát” emberi gyarlóságaival és emberi nagyságával együtt mutatja be.

## Elismerései
- A Magyar Érdemrend lovagkeresztje polgári tagozat (2011)

## Művei

### 1975-2000
- Akik hittek a szeretetben. Tanulmánygyűjtemény (Róma, 1975)
- Ábrahámtól Jézusig. A Biblia legszebb szövegei (Szerk.) (Róma, 1976)
- Avilai Teréz (Róma, 1977)
- Akik a jobbik részt választották (Róma, 1978)
- Éltető Lélek (Szerk.) (Róma, 1980)
- Árpádházi Boldog Margit és a XIV. századi misztika (Róma, 1980).
- Bibliai tájakon (Róma, 1981)
- Árpádházi Szent Erzsébet. (Róma, 1981)
- Nyisd fel szemedet és láss (Róma, 1986)
- Marcell atya. Élete és lelkisége (Bécs, 1986)
- Öffne deine Augen und sieh! Dr. Ladislaus Batthyány-Strattmann, 1870–1931 (Boldog Batthyány-Strattmann László élete) (Eisenstadt, 1988)
- Szerzetesek (Összeáll.) (Eisenstadt, 1989)
- Férfi szerzetesrendek és kongregációk. Női szerzetesrendek és kongregációk (Szerk.), (Bécs, 1989)
- Női szerzetesrendek és kongregációk (Szerk.) (Bécs, 1989)
- Árpád-házi szent Margit és Ifjabb szent Erzsébet tössi legendája. Bp., Ameko Kiadó, 1992
- „Virágos kert vala híres Pannónia..." Példaképek a magyar múltból, X-XVII. század. Ameko Kiadó, Budapest, 1994
- Keresztény szerzetesség. Történelmi kalauz, I-II. Bp., Bencés Kiadó, 1996
- Kétezer év szerzetessége. Szerzetesség- és művelődéstörténeti enciklopédia; fotó Mudrák Attila; Dinasztia, Bp., 1998

### 2001-től
- A monachizmus kezdetei a Római Birodalomban. III-V. század; Kossuth Egyetemi, Debrecen, 2001 (Agatha)
- A keresztény Európa szellemi gyökerei. Bp., Kairosz Kiadó, 2004
- Kövess engem! Bogner Mária Margit élete; 4. jav., bőv. kiad.; Korda, Kecskemét, 2005
- Salkaházi Sára. A társadalmi igazságosság apostola. Bp., Új Ember Kiadó, 2006
- A keresztény szerzetesség történeti fogalomtára. Bp., Kairosz Kiadó, 2006
- Edit Stein. Európa társvédőszentje; 2. bőv. kiad.; Sarutlan Kármelita Nővérek, Magyarszék, 2008 (A Kármel látóhatára)
- Játszani jó; Szt. István Társulat, Bp., 2009
- Batthyány hercegorvos. Ősök, elődök, kortársak, utódok körében; Martinus, Szombathely, 2014
- Boldog Batthyány-Strattmann László. Dokumentált életrajz; 3. átdolg., bőv. kiad.; Szt. István Társulat, Bp., 2016

### Fordításai
- Mello, Anthony de: Test és lélek imája (Eisenstadt, 1987)
- Ruiz, Federico: Bevezetés Keresztes Szent János tanításába. Vázlat (Eisenstadt, 1987)
- Carretto, Carlo: Az eljövendő Isten (Bécs, 1988)